# Ponte Salario
Der Ponte Salario, im Mittelalter Ponte Salaro genannt, ist eine Straßenbrücke über den Aniene in Rom (Italien), deren Ursprünge bis in die Römerzeit zurückreichen. In der Antike lag die zur Via Salaria (moderne Bezeichnung: SS4) gehörende Brücke 3 km nördlich vom Stadttor Porta Collina. Die heute noch sichtbaren Seitenbögen dürften von einem ersten Steinbau am Ende des 2. oder der ersten Hälfte des 1. Jahrhunderts v. Chr. herrühren.
Im Gotenkrieg (535–552) wurde fast der gesamte Hauptbogen vom ostgotischen König Totila zerstört, aber 565 durch den oströmischen General Narses wieder hergerichtet, der die umfangreichen Reparaturmaßnahmen samt der begleitenden Flussumleitung in einer erhaltenen Brückeninschrift würdigen ließ. Die Ponte Salario besaß zu dieser Zeit eine Länge von 72 m bei 6,52 m Breite; die lichte Weite des halbkreisförmigen Brückenbogens betrug beachtliche 24,86 m.
Der große Brückenturm wurde möglicherweise im 8. Jahrhundert zur Kontrolle des Übergangverkehrs errichtet. 1798 wurde die bis dahin dank häufiger Ausbesserungen intakt gebliebene antike Bausubstanz durch napoleonische Truppen stark in Mitleidenschaft gezogen, die unter anderem die Brüstung mit der antiken Inschrift abbrachen. 1829 wurde der mittelalterliche Turm abgerissen und 1849 die Brücke auf einer Länge von 15 m von französischen Soldaten durchtrennt. 1867 folgte das endgültige Ende des historischen Gepräges der Ponte Salario, als päpstliche Truppen den Hauptbogen in die Luft sprengten. Der Wiederaufbau der heutigen Brücke erfolgte 1874, eine Verbreiterung der Fahrbahn 1930.
Weitere befestigte Aniene-Brücken sind der heute noch stehende Ponte Nomentano, der Ponte Mammolo (beide römischen Ursprungs) sowie der mittelalterliche Ponte di San Francesco in Subiaco.